# 瓦赫河畔新城
瓦赫河畔新城是斯洛伐克的城鎮，位於該國西北部，由特倫欽州負責管轄，面積32.58平方公里，海拔高度195米，2005年人口20,705，其中五成居民信奉羅馬天主教。

## 外部連結
- Official website （页面存档备份，存于） （斯洛伐克文）

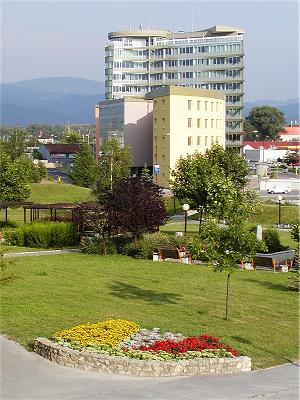
瓦赫河畔新城

- Nové Mesto nad Váhom - Information website also about tourism
- Museum N.Mesto n.V. http://www.muzeumtn.sk/expozicie/podjavorinske-muzeum.html （页面存档备份，存于）
- Virtual Travel 3D panorama Nove Mesto nad Vahom http://www.virtualtravel.sk （页面存档备份，存于）